# Сант'Ана (Венеција)
Сант'Ана је насеље у Италији у округу Венеција, региону Венето.
Према процени из 2011. у насељу је живело 3062 становника. Насеље се налази на надморској висини од -1 м.